# Научно обоснованные исследования
Научно обоснованные исследования или исследования, основанные на доказательствах (англ. Evidence-based research; EBR) — это «использование предшествующих исследований систематическим и прозрачным способом для информирования нового исследования, чтобы оно отвечало на вопросы, которые имеют значение (или которые действительно важны и требуют ответа), достоверным, эффективным и доступным способом». Согласно EBR, любое новое исследование должно быть основано на систематическом изучении (обзоре) существующих фактических данных для определения необходимости (нужно ли проводить исследование), дизайна и методов исследования. Кроме того, результаты исследования должны быть помещены в контекст путём включения их в систематический обзор аналогичных, более ранних, исследований.

## Актуальность
В сфере здравоохранения пустые растраты в исследованиях могут возникать из-за того, что вопросы исследований не имеют отношения к проблемам клиницистов и пациентов, а также из-за неадекватных дизайна и методов исследований, недоступности полного текста публикации и предвзятых публикаций на основе результатов исследований с истекающей невозможностью их использования. Иэн Чалмерс, британский исследователь и один из основателей «Кокрана», утверждает, что для избежания ненужных или плохо спланированных исследований, «новое исследование должно проводиться только тогда, когда на вопросы, к которым оно предлагает обратиться, не может быть дан удовлетворительный ответ на основе существующих доказательств».
Формулировка CONSORT рекомендует, чтобы авторы клинических испытаний представляли такую интерпретацию, которая «согласуется с результатами, представляет баланс пользы и вреда, и учитывает другие релевантные доказательства». В идеале, авторы должны провести официальный систематический обзор, чтобы обобщить результаты в контексте существующих данных. Как минимум, исследователи должны обсудить существующий систематический обзор подобных испытаний, когда формальный систематический обзор нецелесообразен. Обсуждение результатов в контексте существующих фактических данных (доказательств) путем включения систематического обзора по теме может предотвратить неэтичное подвергание людей риску исследования в ненужных последующих исследованиях и выявить остающиеся нерешенные вопросы, на которых будут основываться последующие исследования.

### Систематическое использование существующих доказательств в исследованиях
Исследования показали, что систематические обзоры существующих научных данных не оптимально используются при планировании новых исследований или обобщении результатов. Исследования обнаружили, что только 2 из 25 рандомизированных клинических испытаний, опубликованных в пяти основных медицинских журналах общего профиля (Annals of Internal Medicine, BMJ, JAMA, The Lancet и The New England Journal of Medicine) в течение мая 1997 года, включали в свои результаты обновленный систематический обзор по теме исследования. Последующие отчеты показали, что с момента первоначального исследования был достигнут незначительный прогресс.
Эти исследования также показали, что большинство рандомизированных клинических испытаний, опубликованных в пяти основных медицинских журналах общего профиля, не представили каких-либо систематических обзоров существующих доказательств для обоснования своего исследования.
Робинсон с соавторами проанализировали 1523 клинических испытания, включенных в 227 мета-анализов, и пришли к выводу, что «в них было упомянуто менее четверти соответствующих предыдущих исследований». Они также подтвердили ранее сделанные выводы о том, что отчеты о клинических испытаниях не представляют систематического обзора для обоснования исследования или обобщения результатов.

### Эмпирические доказательства пустых растрат в исследованиях
Кумулятивные мета-анализы исследований, оценивающих эффективность медицинских вмешательств, показали, что многих клинических испытаний можно было бы избежать, если бы до проведения нового испытания был проведен систематический обзор существующих данных.
Например, Ло и соавторы проанализировали 33 клинических испытания (с участием 36974 пациентов), оценивающих эффективность внутривенной стрептокиназы при остром инфаркте миокарда. Их кумулятивный мета-анализ показал, что 25 из 33 испытаний можно было бы избежать, если бы был проведён систематический обзор до проведения нового испытания. Другими словами, рандомизация 34542 пациентов была потенциально ненужной.
Кумулятивные мета-анализы наблюдательных исследований также показали, что связь между факторами риска и серьезными исходами могла бы быть установлена гораздо раньше, если бы проводился систематический обзор существующих исследований.

## Решения

### Сообщество Научно обоснованных исследований
В 2014 году в Бергене, Норвегия на встрече по научно обоснованным исследованиям было создано сообщество Научно обоснованных исследований или Исследований, основанных на доказательствах (Evidence-Based Research Network, EBRNetwork) «для воплощения в жизнь научно обоснованных исследований, основанных на имеющихся доказательствах (EBR) путем вовлечения спонсоров, регуляторов, исследователей, научных учреждений и журналов». Целью EBRNetwork является «сократить пустые растраты в исследованиях путем продвижения принципа - ни одного нового исследования без предварительного систематического обзора существующих фактических данных и эффективной разработки, обновления и распространения систематических обзоров». Сообщество EBRNetwork предложило блок-схему научно обоснованных исследований и формулировку-заявление научно обоснованных исследований, которые содержат рекомендации для всех сторон, участвующих в исследованиях в области здравоохранения.

### Финансирующие агентства
Национальный институт исследований в области здравоохранения (NIHR) в Великобритании обязывает, чтобы предложения по любому первичному исследованию, подающему заявку на финансирование, были обоснованы систематическим обзором уже существующих фактических данных. Совет по медицинским исследованиям Великобритании, Канадские институты исследований в области здравоохранения (CIHR), Deutsche Forschungsgemeinschaft (DFG: Немецкий исследовательский фонд) и De Nederlandse Organisatie voor gezondheidsonderzoek en zorginnovatie (ZonMw) требуют систематического обзора клинических испытаний при подаче заявки на финансирование.

### Журналы
Авторы, представляющие рукопись исследования в семью журналов Lancet, обязаны предоставить «Обоснование - исследование в контексте, которое должно включать описание всех доказательств, рассмотренных до начала исследования», а также «полное описание и обсуждение контекста с возможностью включения актуального систематического обзора».